# Carl Gyllenborg
Carl Gyllenborg est un homme d'État suédois né le 7 mars 1679 et mort le 9 décembre 1746.

## Biographie
Sous Charles XII, il est ambassadeur de Suède en Grande-Bretagne et y épouse la jacobite Sarah Derith (en). Adversaire constant d'Arvid Horn, il prend à son retour en Suède la tête du parti des chapeaux, qui favorise l'indépendance nationale et souhaite opposer l'influence de la France à celle de la Russie. Il réussit à faire prévaloir ses vues aux diètes de 1734 et 1738. Devenu chef du gouvernement en 1738, il conclut avec la France une alliance pour dix ans et déclare la guerre à la Russie en 1741.